# Thomas Porathe
Stig Thomas Porathe, född 10 mars 1954 i Mölndal, är en svensk skådespelare och regissör.

## Filmografi
- 1971–2002 – Hem till byn (TV-serie)
- 1985 – Till minnet av Mari
- 1986 – Sammansvärjningen

## Teater

### Roller (ej komplett)
| År   | Roll | Produktion                                          | Regi              | Teater            |
| ---- | ---- | --------------------------------------------------- | ----------------- | ----------------- |
| 1980 |      | Som ni behagar (As you Like it) William Shakespeare | Torsten Sjöholm   | Malmö stadsteater |
| 1982 |      | Maratondansen Horace McCoy                          | Lucian Giurchescu | Malmö stadsteater |

### Regi (ej komplett)
| År   | Produktion | Upphovsmän      | Teater            |
| ---- | ---------- | --------------- | ----------------- |
| 1982 | En skugga  | Hjalmar Bergman | Malmö stadsteater |

### Scenografi och kostym
| År   | Produktion | Upphovsmän      | Regi           | Teater            | Noter                 |
| ---- | ---------- | --------------- | -------------- | ----------------- | --------------------- |
| 1982 | En skugga  | Hjalmar Bergman | Thomas Porathe | Malmö stadsteater | Scenografi och kostym |